# Симонова, Инна Валерьевна
Инна Валерьевна Симонова (род. 30 сентября 1990, Алма-Ата) — казахстанская конькобежка.

## Биография
Родилась в Алма-Ате, но через четыре года переехала на постоянное жительство в Уральск, где и начала в 2002 году заниматься шорт-треком. С 2007 года участвует в международных соревнованиях.
Участвуя в мировых юниорских соревнованиях по шорт-треку, попадала в двадцатку сильнейших. После перехода во взрослый спорт на этапах Кубка мира стабильно попадала в сорок сильнейших.
В 2011 году она добилась самого большого успеха в своей карьере — завоевала бронзовую медаль в эстафете на зимних Азиатских играх в Алматы. За этот результат её назвали спортсменкой года в Западно-Казахстанской области.
Участница зимней Олимпиады 2014 года. Выступала в квалификационных заездах на трёх дистанциях: 500 м, 1000 м и 1500 м.